# Górka Narodowa
Górka Narodowa – osiedle znajdujące się na północnym skraju Krakowa, należące do Dzielnicy IV Prądnik Biały, niestanowiące jednostki pomocniczej niższego rzędu w ramach dzielnicy.

## Położenie
Górka Narodowa położona jest na niewielkim wzniesieniu na północ od tzw. dużej obwodnicy kolejowej (linii kolejowej nr 95), po obu stronach al. 29 Listopada w kierunku Warszawy. Po jej zachodniej stronie znajdują się ulice Kuźnicy Kołłątajowskiej, Słomczyńskiego, Marczyńskiego, Banacha i Zauchy, a po wschodniej ulice Księdza Mejera oraz Arcybiskupa Felińskiego. 5 kilometrów na południe w linii prostej znajduje się centrum Krakowa.

## Historia
W drugiej połowie XIX w. majątek ziemski Górka Narodowa należał do hrabiów Rostworowskich – tutaj urodził się m.in. Jan Rostworowski (1876-1963), jezuita i postulator procesu kanonizacyjnego św. Andrzeja Boboli. Po roku 1906 był własnością pochodzącej z Podola rodziny Buszczyńskich, w tym Konstantego (1856–1921), pierwszego konsula generalnego RP w Nowym Jorku, który zajmował się tu hodowlą nasion buraka cukrowego. Górka Narodowa jest jednym z młodszych osiedli Krakowa. Budowali tutaj (lub budują nadal) Dom-Bud M. Szaflarski A. Chlebowski, Geo Grupa Deweloperska, Związkowa Spółdzielnia Mieszkaniowa, SM Wesoła, SM Galicja, SM Wichrowe Wzgórza, Budrem, Inwest-Dom Development sp. z o.o., ZBK KRAKÓW, a także Spółka Mieszkaniowa Salwator. Udziały w rozbudowie osiedla ma także Miechowianka oraz Proxima-Service.
Znajdujące się na obszarze Górki Narodowej osiedle Kuźnica Kołłątajowska zwyciężyło wraz z osiedlem Ruczaj w plebiscycie Archi-Szopa na najgorszą zabudowę Krakowa 2012 roku. Jurorzy zwrócili uwagę na „niesamowitą plątaninę bezhołowia urbanistycznego” tych osiedli i na stracone szanse Krakowa na stworzenie spójnej tkanki miejskiej przy sprzyjającym ruchu inwestorskim i posiadanych funduszach.
Pod koniec drugiej dekady XXI wieku oraz na początku lat dwudziestych XXI wieku rozpoczęła się intensywna urbanizacja po zachodniej stronie Górki Narodowej. Związane jest to z budową linii tramwajowej oraz przebudową Alei 29 Listopada. Budynki wielorodzinne powstają wzdłuż ulicy Banacha, tereny te stały się atrakcyjne dla wielu deweloperów. Intensywna zabudowa ma także miejsce na ulicy Słomczyńskiego oraz Kuźnicy Kołłątajowskiej.

## Zabudowania
Na zabudowę Górki Narodowej składa się zabudowa wielorodzinna oraz jednorodzinna. Przy ulicy Banacha, w północnej części osiedla, dominuje zabudowa wielorodzinna. Skupiska zabudowy jednorodzinnej przeważają w rejonie ulic Kuźnicy Kołłątajowskiej i Natansona.

## Komunikacja publiczna
Na Górkę Narodową można dojechać liniami tramwajowymi i autobusowymi, w tym nocnymi. Od 2020 trwała budowa linii tramwajowej łączącej osiedle z centrum miasta. Planowane zakończenie inwestycji miało nastąpić z końcem 2022 roku, lecz linię otwarto później – 4 września 2023, natomiast parking Park & Ride przy pętli końcowej oddano do użytkowania w styczniu 2024.

## Galeria

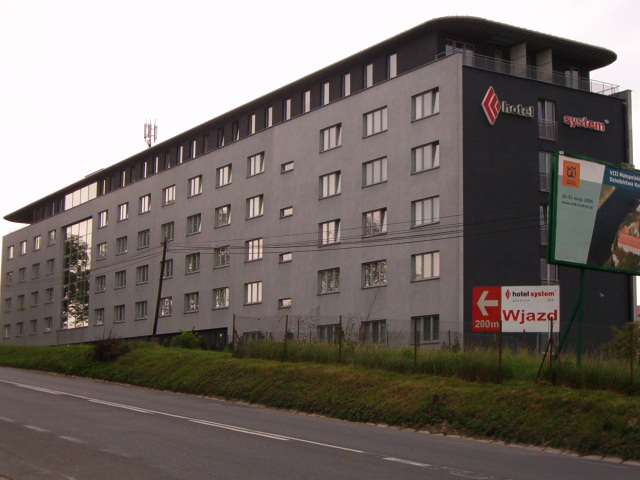
Hotel „System”
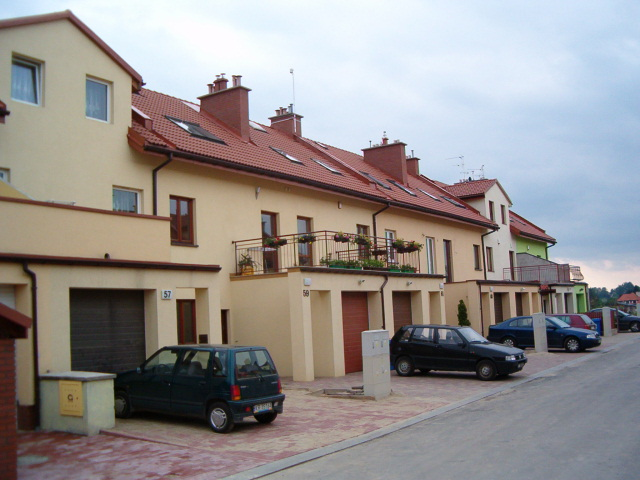
Zabudowa szeregowa
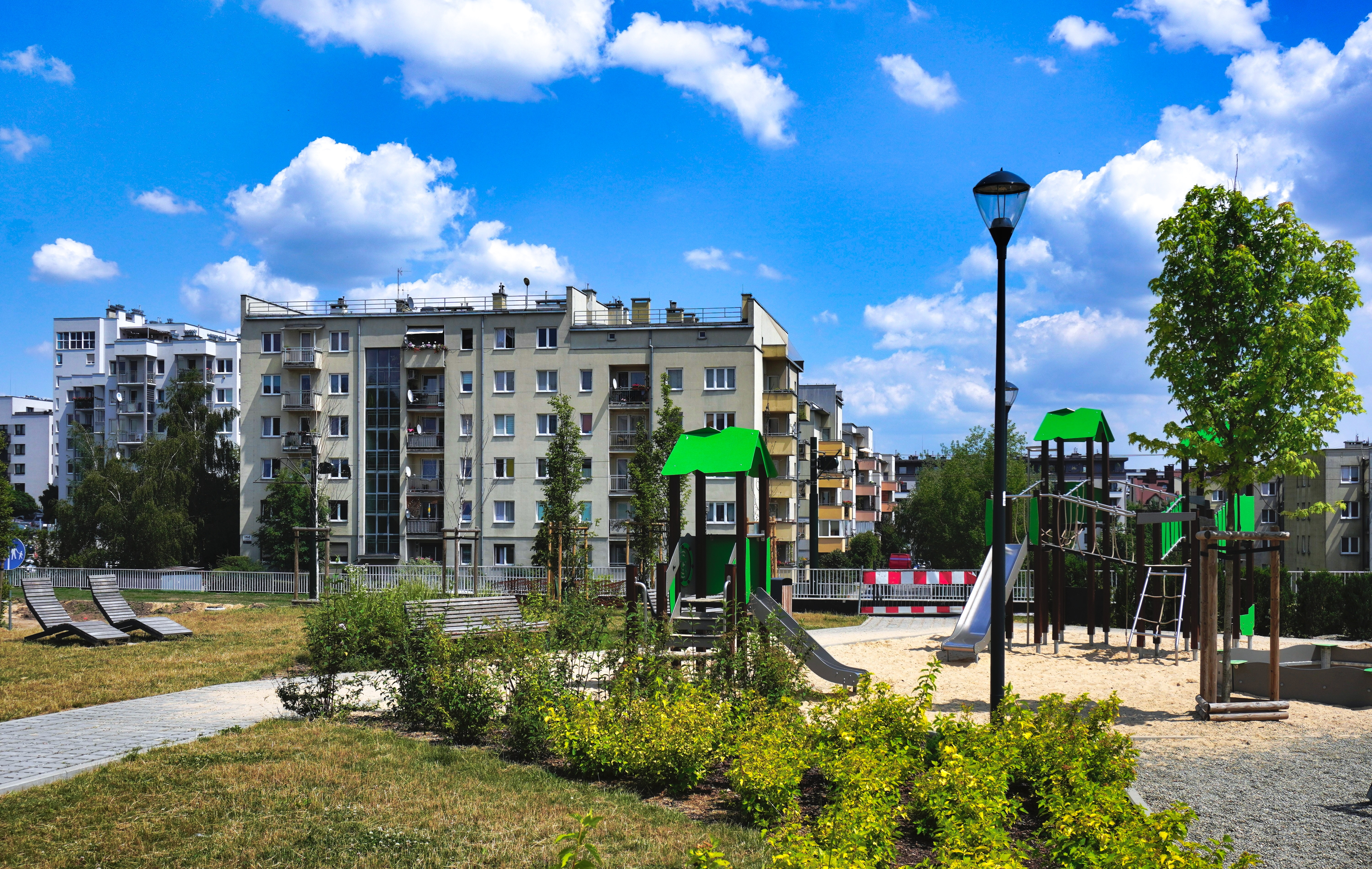
Skwer przy ulicy Papierni Prądnickich
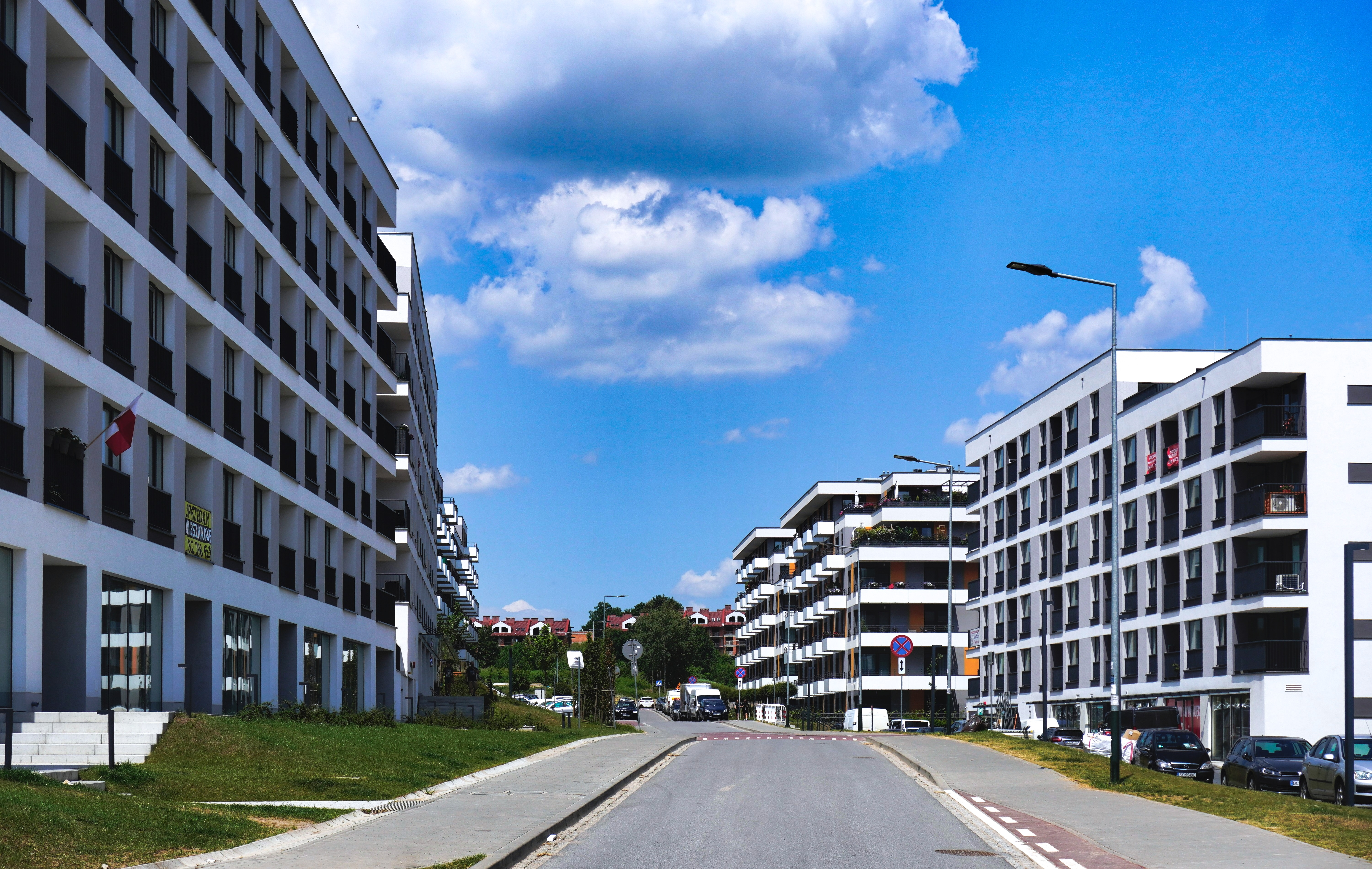
Ulica Andrzeja Zauchy
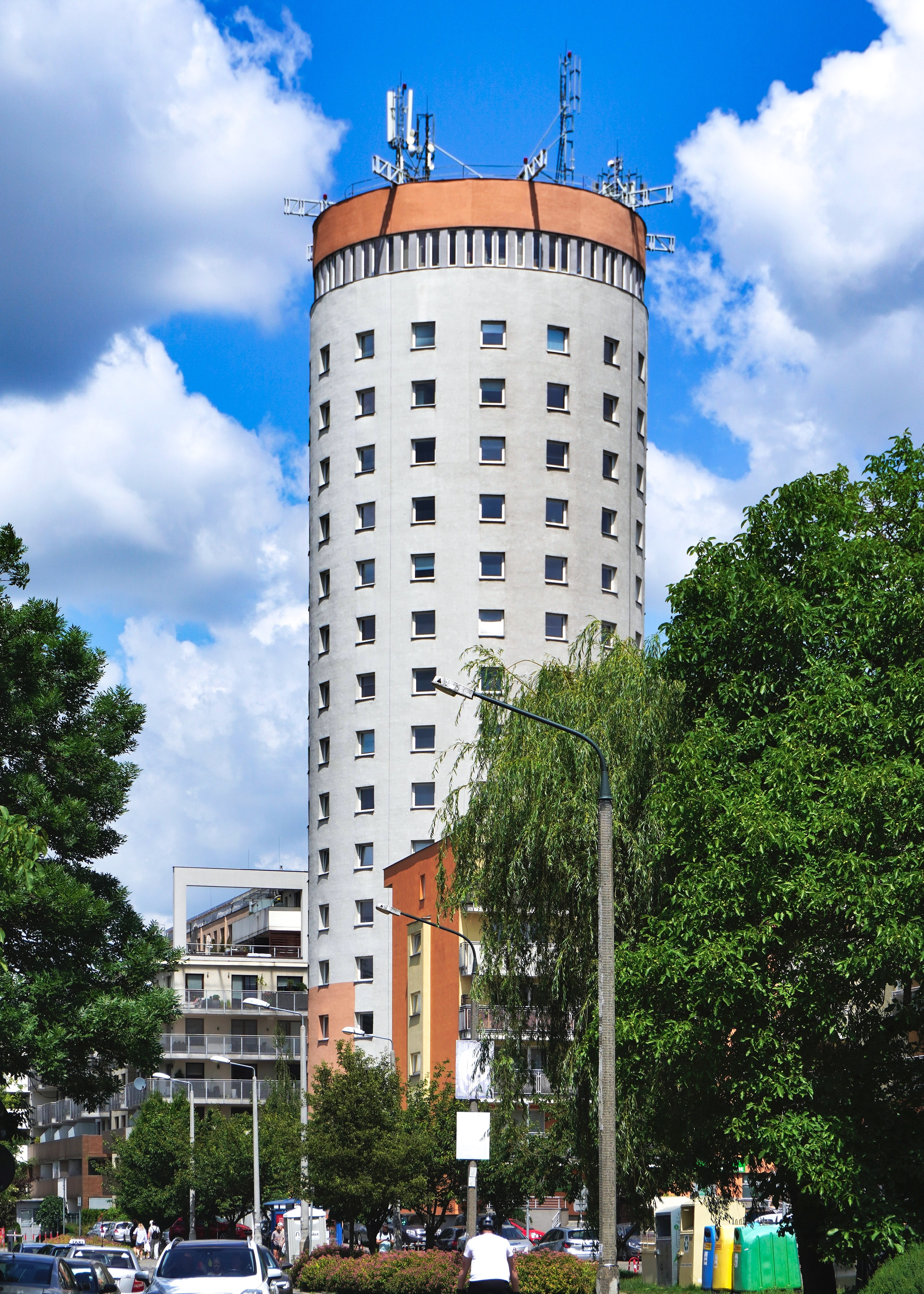
Wieżowiec „Okrąglak”
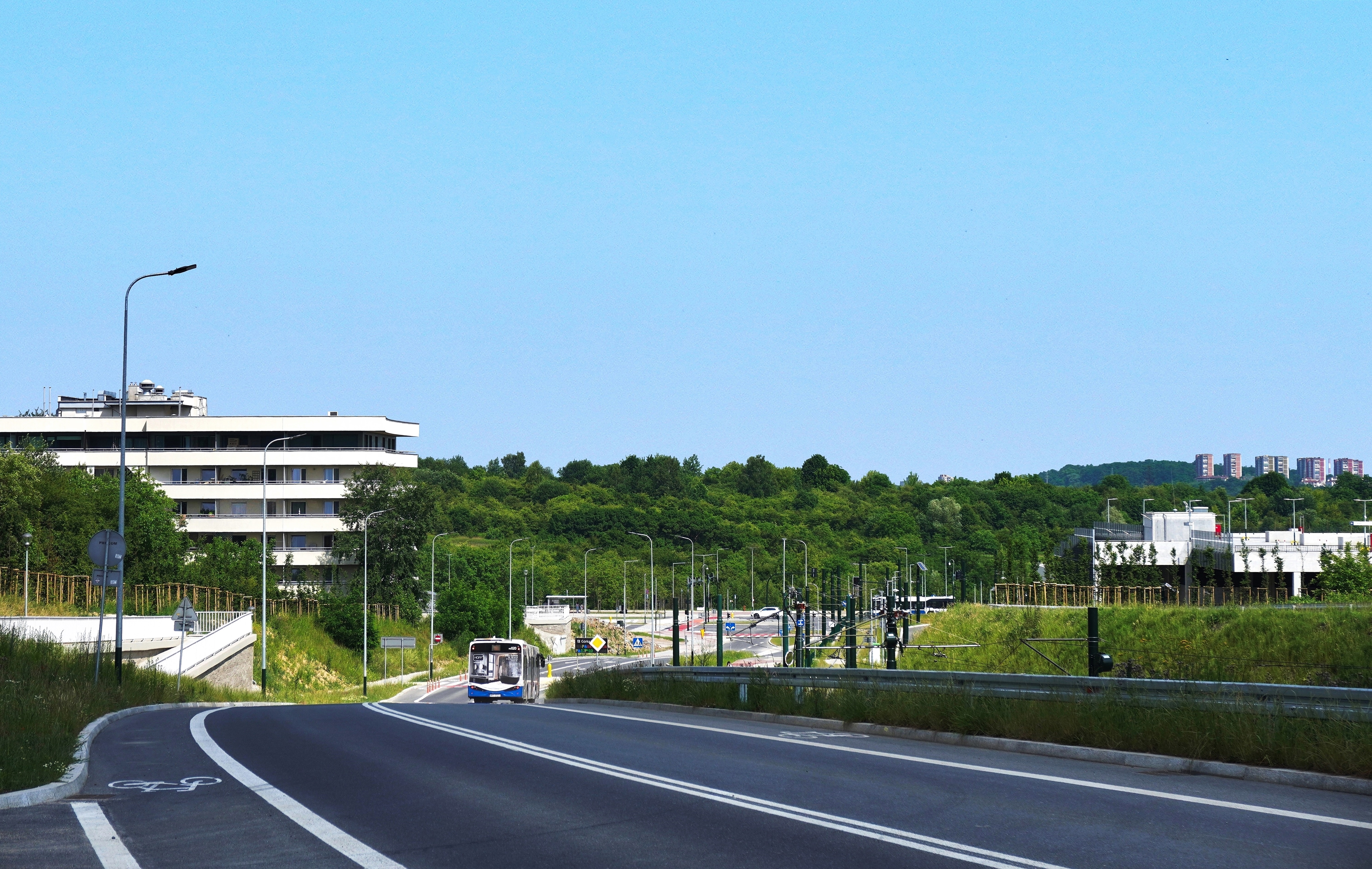
Ulica Papierni Prądnickich
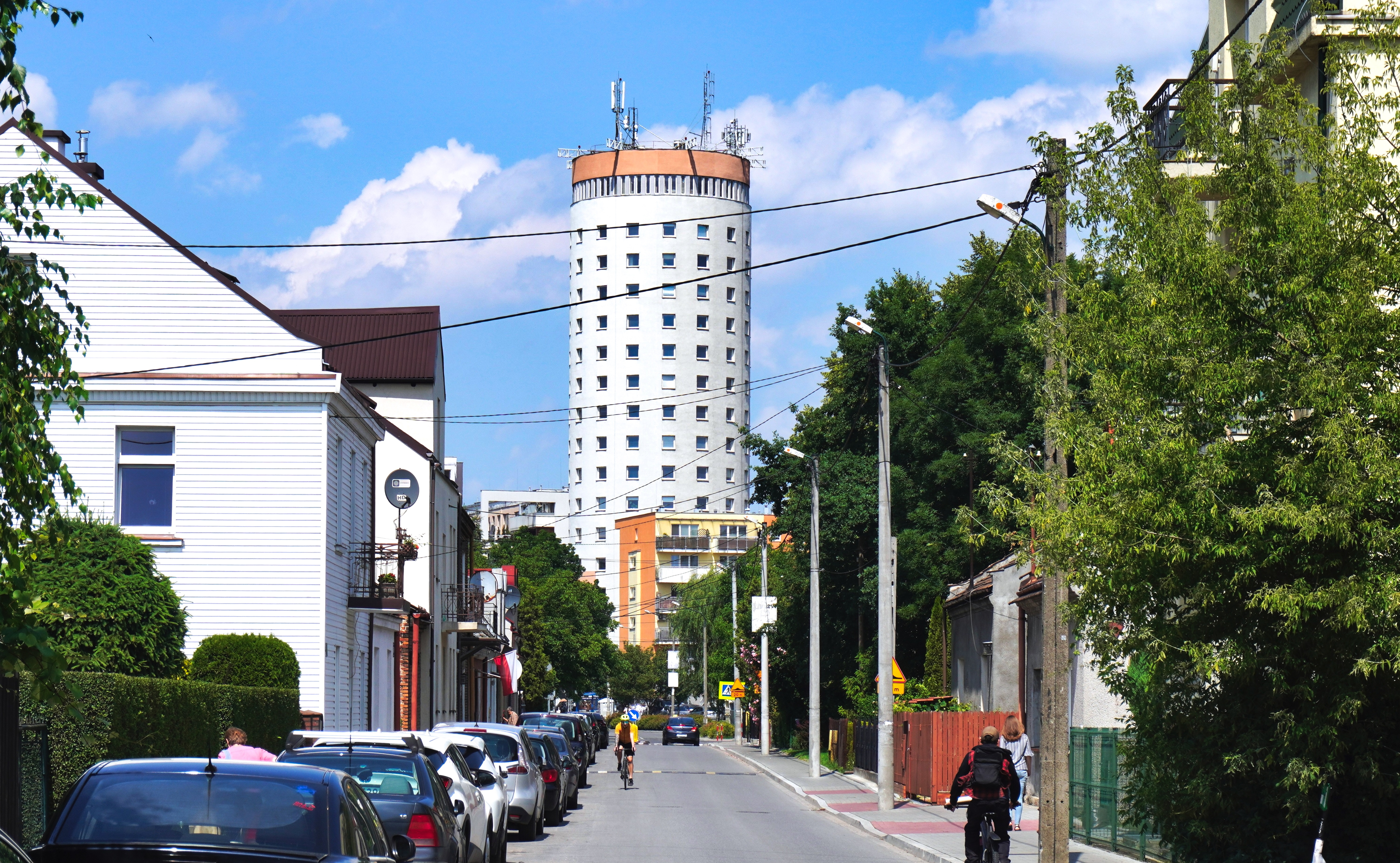
Ulica Jabłonna
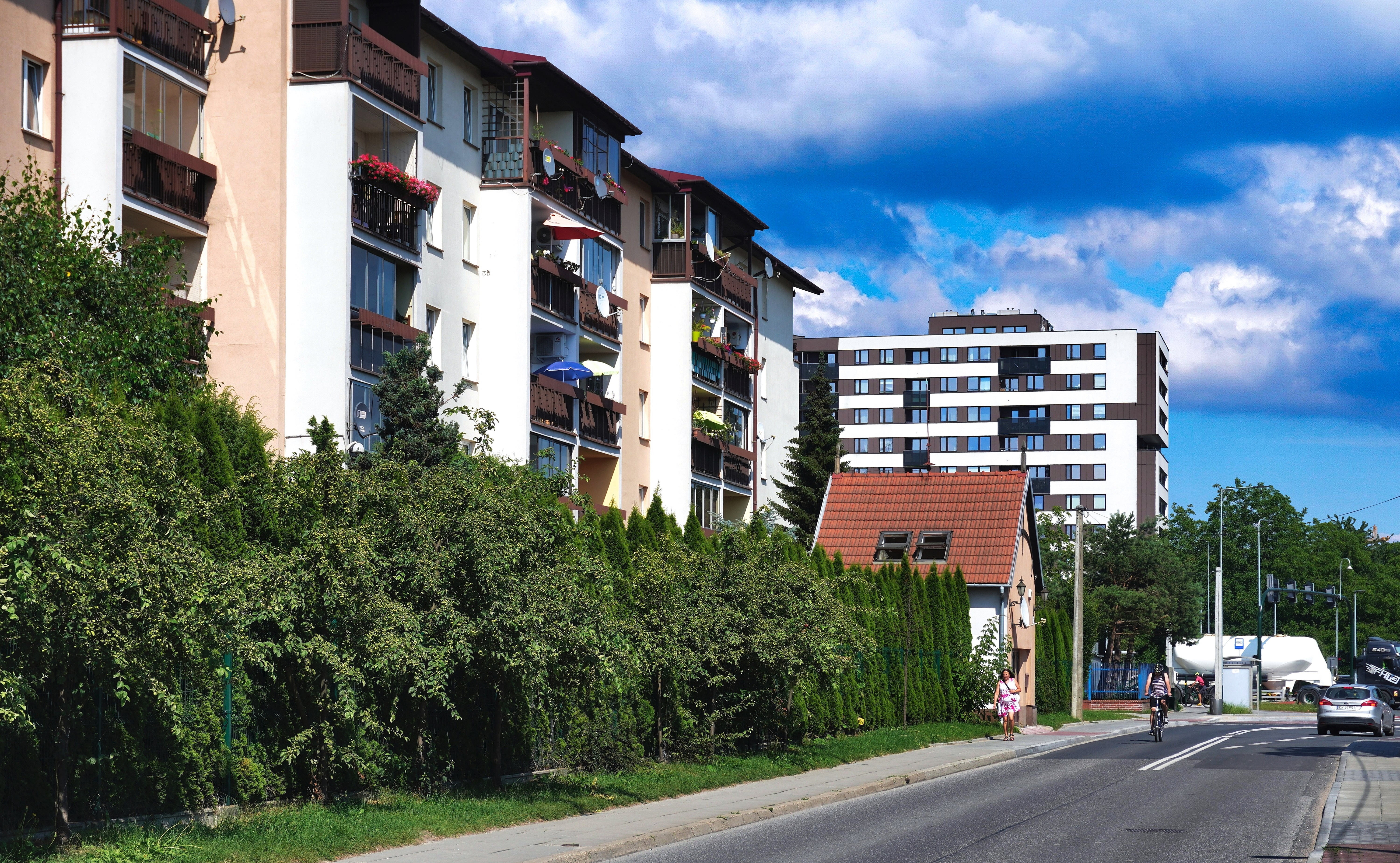
Ulica Kuźnicy Kołłątajowskiej
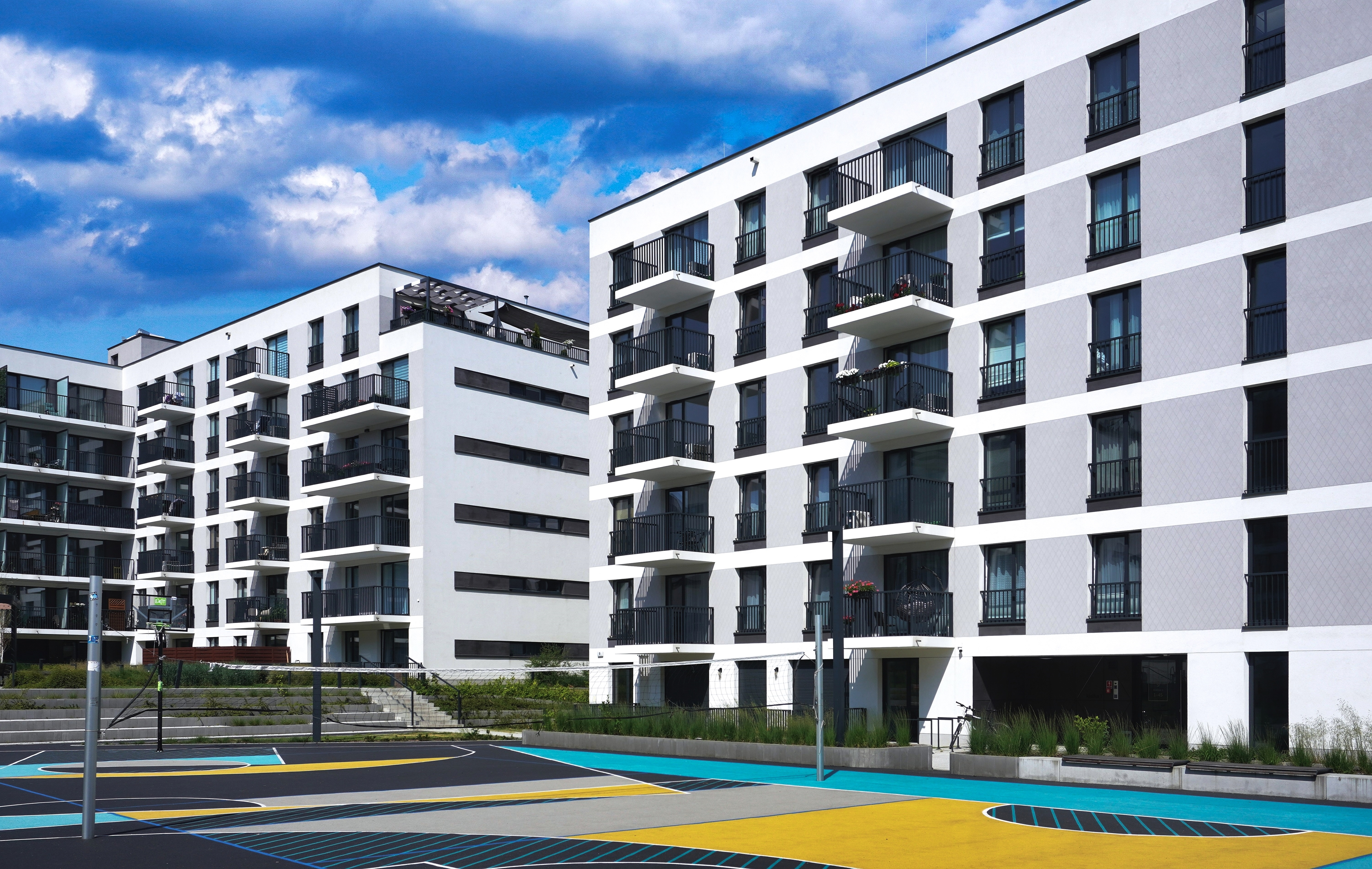
Osiedle Górka Narodowa, bloki przy ul. Zauchy 7 i 9
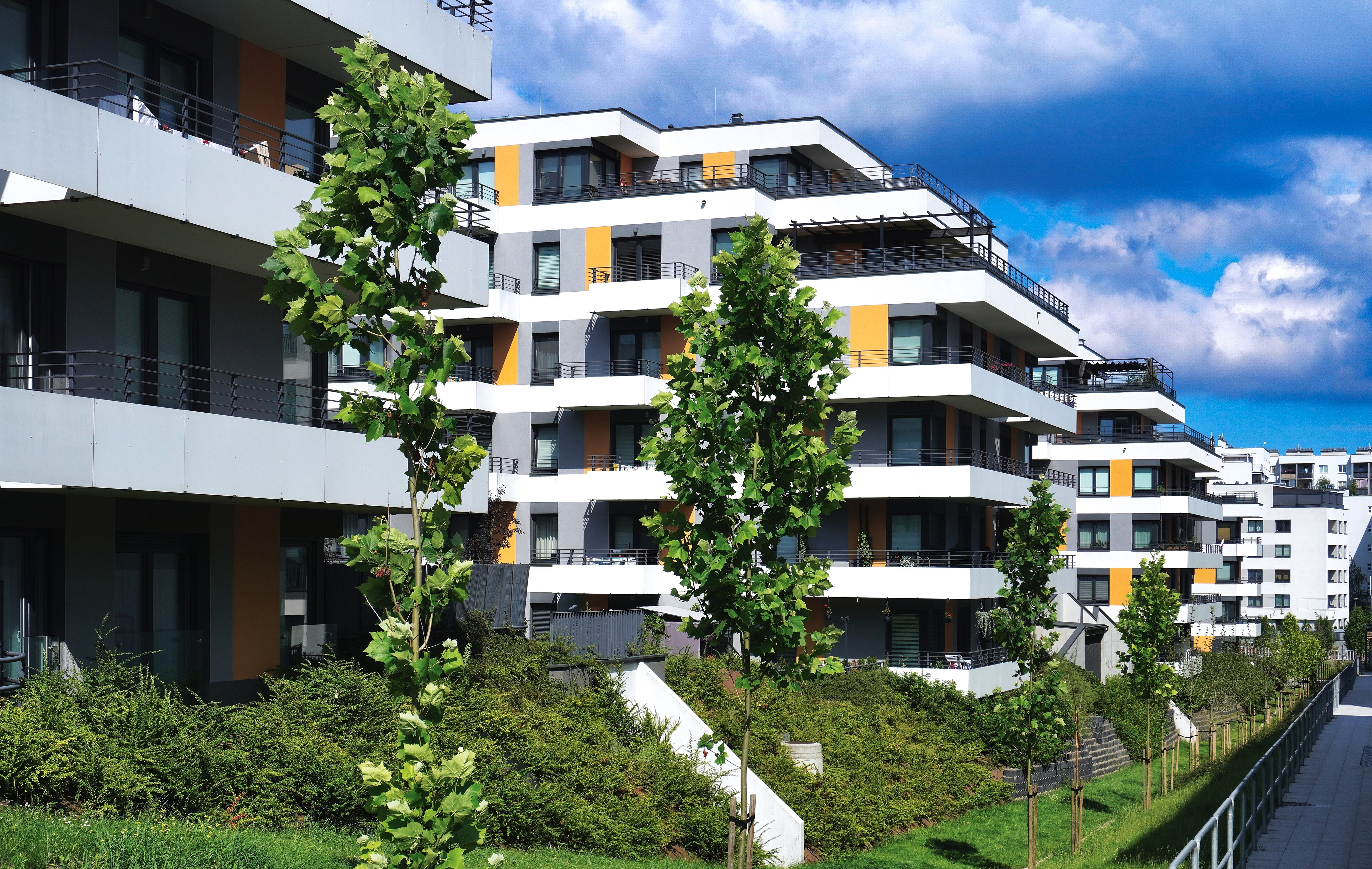
Osiedle Ozon, bloki przy ul. Banacha 53, 51 i 45